# 胡孝 (成化進士)
胡孝（？—？），字企參，南直隶常州府宜興縣人，民籍。

## 生平
成化十六年（1480年）庚子科應天府鄉試舉人，二十年（1484年）甲辰科進士。历官刑部主事、员外郎、郎中。弘治十二年（1499年）任江西撫州府知府。

## 家族
曾祖胡瑾三。祖胡九淵。父胡申，學正贈刑部主事。母周氏，封太安人。永感下，弟胡忠（副都御史）、胡信。